# Ocotlán (Tlaxcala)
Ocotlán – miasto w środkowym Meksyku, w stanie Tlaxcala, leżące w górach Sierra Madre Wschodnia.
Nazwa pochodzi z języka Nahuatl od słowa ocotl, oznaczającego "drzewo iglaste", czyli oznacza "miejsce występowania drzew iglastych".
Miasto jest znane z barokowej bazyliki poświęconej Maryi Dziewicy i od 1541 jest ośrodkiem kultu maryjnego będącego celem pielgrzymek wiernych katolickich.